# Францкевич, Матвей Сергеевич
Матвей Сергеевич Францкевич (бел. Матвей Францкевіч; род. 18 марта 1995, Минск, Белоруссия) — белорусский футболист, вратарь клуба «Ошмяны-БГУФК». Кандидат в мастера спорта по футболу. Преподаватель кафедры футбола и хоккея Белорусского государственного университета физической культуры.

## Клубная карьера
Воспитанник минских футбольных школ «Орбита» и РГУОР. Первый тренер — Николай Фёдорович Толкачёв.
С 2012 по 2014 год являлся игроком дублирующего состава бобруйской «Белшины». В чемпионате Белоруссии провёл всего один матч — 23 ноября 2013 года против могилёвского «Днепра» (1:5), выйдя под конец игры вместо Антона Ковалевского.
Летом 2016 года подписал контракт с минским «Торпедо», выступавшем в Первой лиге Белоруссии. В первой части сезона 2017 года выступал на правах аренды за «Осиповичи». В марте 2018 года присоединился к «Городеи». Не проведя за команду ни одного матча, покинул её в июле 2018 года, расторгнув контракт по обоюдному соглашению сторон. Сразу после этого стал игроком «Сморгони», заключив договор до конца сезона. Покинул «Сморгонь» летом 2019 года.
С августа 2020 года — игрок и тренер вратарей клуба «Ошмяны-БГУФК».
По окончании карьеры игрока работал в Академии минского «Динамо» (2021), тренером вратарей в женской команде «Минск». Весной 2024 года стал тренером вратарей в женской команде «Спартак» (Москва).

## Карьера в сборной
Привлекался к играм юношеской сборной Белоруссии до 17 лет. Выступал в качестве капитана команды на Кубке Сиренки в Польше в 2011 году. Вместе с командой играл в квалификации на чемпионат Европы 2012 года, однако команде не удалось пробиться в финальный турнир.
В 2013 году приглашался в стан сборной до 19 и до 21 года. В январе 2013 года главный тренер сборной Андрей Пышник взял Францкевич на Мемориал Гранаткина в Санкт-Петербурге.

## Общественные взгляды
В декабре 2020 года подписал письмо в поддержку действий белорусских властей во время протестов.